# 矢萩春菜
矢萩 春菜（やはぎ はるな、1992年4月2日 - ）は、日本のタレントで、女性アイドルグループ「美少女クラブ31」のメンバーでもある。
長野県安曇野市（旧南安曇郡穂高町）出身。オスカープロモーション所属。

## 略歴・人物
- 2004年8月 - 第10回全日本国民的美少女コンテストでマルチメディア賞を受賞。同年、美少女クラブ31に2期メンバーとして加入。
- 2008年 - いずみ家庭教師塾のイメージガールに抜擢される。
- デビュー以来長野県から仕事の度に東京に通い続けていたが、大学入学を機に上京している[1][2]。
- 趣味はカラオケ、ショッピング。特技はピアノ。
- 妹が1人いる[3]。
- 2012年、2013年度日本スイムスーツ協会キャンペーンガールに就任[1]。
- 毎年9月に長野県松本市で行われるイベント『ナワコレ』には2013年と2014年の2年連続で出演している[4]。

## 出演

### テレビ
- GIRLS A GOGO!（2004年10月 - 2005年9月、テレビ朝日系列・BS朝日）
- 天才てれびくんドラマ「3日前のボクに…」（2005年5月23日 - 25日、NHK教育）
- 信州をカーナビ UぐるっTV（2014年3月 - 、長野朝日放送）
- 志村&鶴瓶のあぶない交遊録2019（2019年1月2日、テレビ朝日） - CA 役[5]

### 舞台
- 「上野パンダ島ビキニーズ」（2017年3月30日 - 4月2日、品川プリンスホテル クラブeX） - 紫岡スミレ 役

### CM・広告
- いずみ家庭教師塾
- 大明化学工業 「天使の美肌水」

### ラジオ
- echoes「Road to Stairs」（2013年8月1日 - 、FM長野）